# Stridsyxesvamp
Stridsyxesvamp (Glyphium elatum) är en svampart som först beskrevs av Robert Kaye Greville, och fick sitt nu gällande namn av H. Zogg 1962. Enligt Catalogue of Life ingår Stridsyxesvamp i släktet Glyphium,  och familjen Mytilinidiaceae, men enligt Dyntaxa är tillhörigheten istället släktet Glyphium,  och klassen Eurotiomycetes. Arten är reproducerande i Sverige. Inga underarter finns listade i Catalogue of Life.